# フリードリッヒ・ガイガー
フリードリッヒ・ガイガー（Friedrich Geiger 、1907年12月24日 - 1996年6月13日）は、ドイツのカーデザイナー。
彼の代表作には、戦前にはメルセデス・ベンツ・540K、戦後にはメルセデス・ベンツ・300SLと自動車史上注目に値する車がある。

## 履歴
南ドイツのシュヴァーベン地方ジューセン（Süßen）に生まれる。ガイガーは大学で設計技師として学ぶ前は、元々は車体製造の職人として修行していた。1933年4月にダイムラー・ベンツに入社。当初、彼は特別車両設計部に配属され、そこで1930年代に500Kや540Kといったスポーツカーを担当した。
1948年4月に彼はダイムラー・ベンツを退社したが、わずか2年程で戻ってきてデザイン部門のテスト技師として働いた。メルセデス・ベンツ車の過去10傑の1台と称され、「カー・オブ・ザ・センチュリー」の25台にも選出された同社のアイコン的存在300SLガルウイングクーペをデザインした数年後には、彼はデザイン部門のトップになっていた。
1973年12月に引退するまで彼はダイムラー・ベンツで働き続け、W111/W112型（1959年）やW110型”フィンテール”（1961年）、W113型（1963年）とR107型（1971年）のSL クーペ、コンバーチブル、W108/W109型（1965年）とW116型（1971年）のSクラス・シリーズ、そして長い命脈を保った超高級リムジンのW100型（1963年）のスタイリングデザインのサポートをした。
ガイガーの後を引き継いだのは、彼のデザイン部門のスタッフの1人でカー・デザイナー・オブ・ザ・センチュリーの候補者でもあるブルーノ・サッコであった。
1986年、ガイガーは88歳の年にバート・ユーバーキンゲン（Bad Überkingen）で死去した。
2007年3月、ガイガーの生誕100周年を記念してブルーノ・サッコは若い車のスタイリングデザイナーを前にして、自身の色あせることのないデザインによって享受できる華々しい名声もガイガーの指導の賜物であると、彼はかつての師に敬意を表した。

## 代表作
- メルセデス・ベンツ・500K（1934年）
- メルセデス・ベンツ・540K（1936年）
- 300SLガルウイングクーペ、ロードスター（1955年）

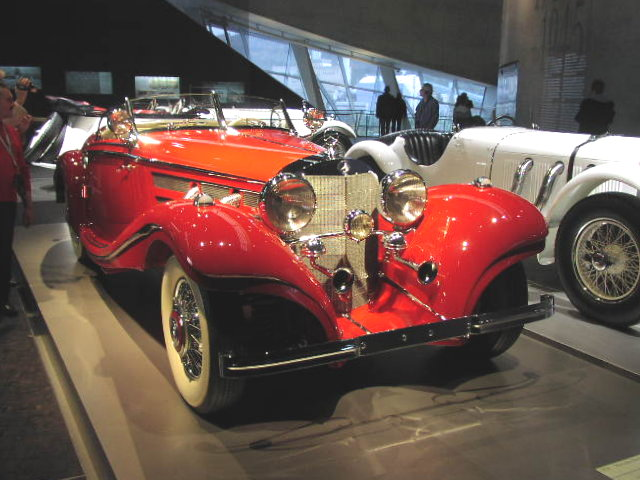
メルセデス・ベンツ・500K スペシャルロードスター
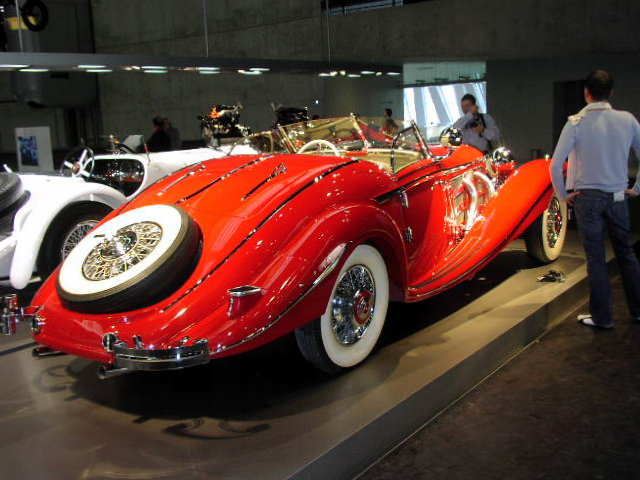
メルセデス・ベンツ・500K スペシャルロードスター
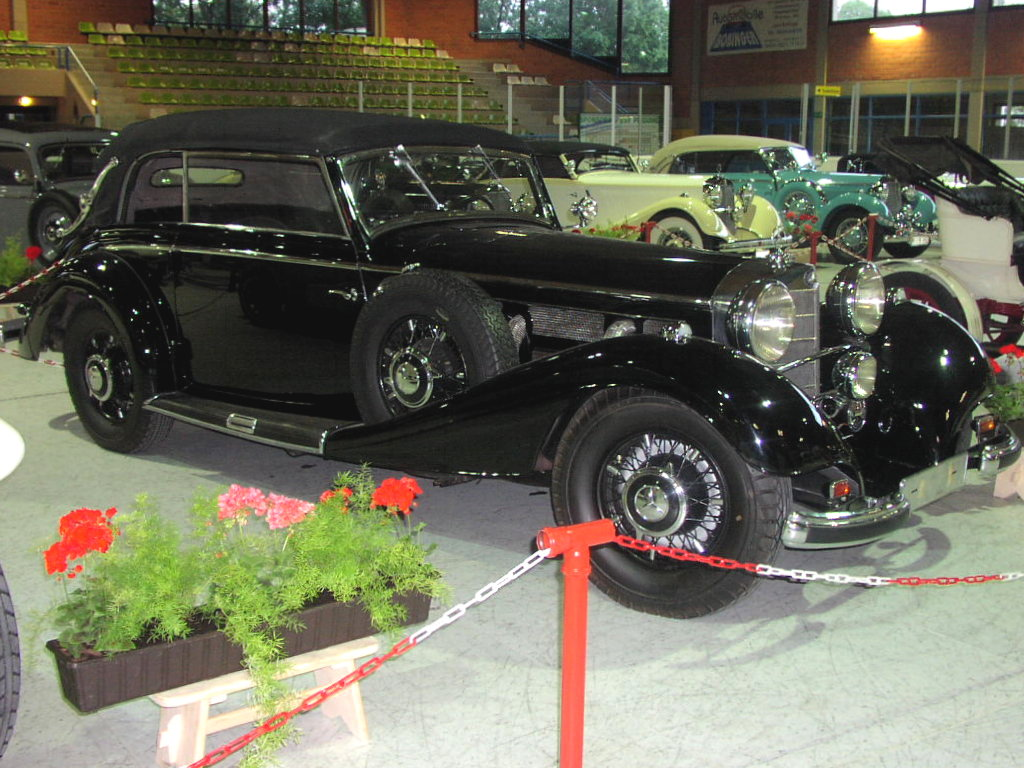
メルセデス・ベンツ・540K カブリオレ
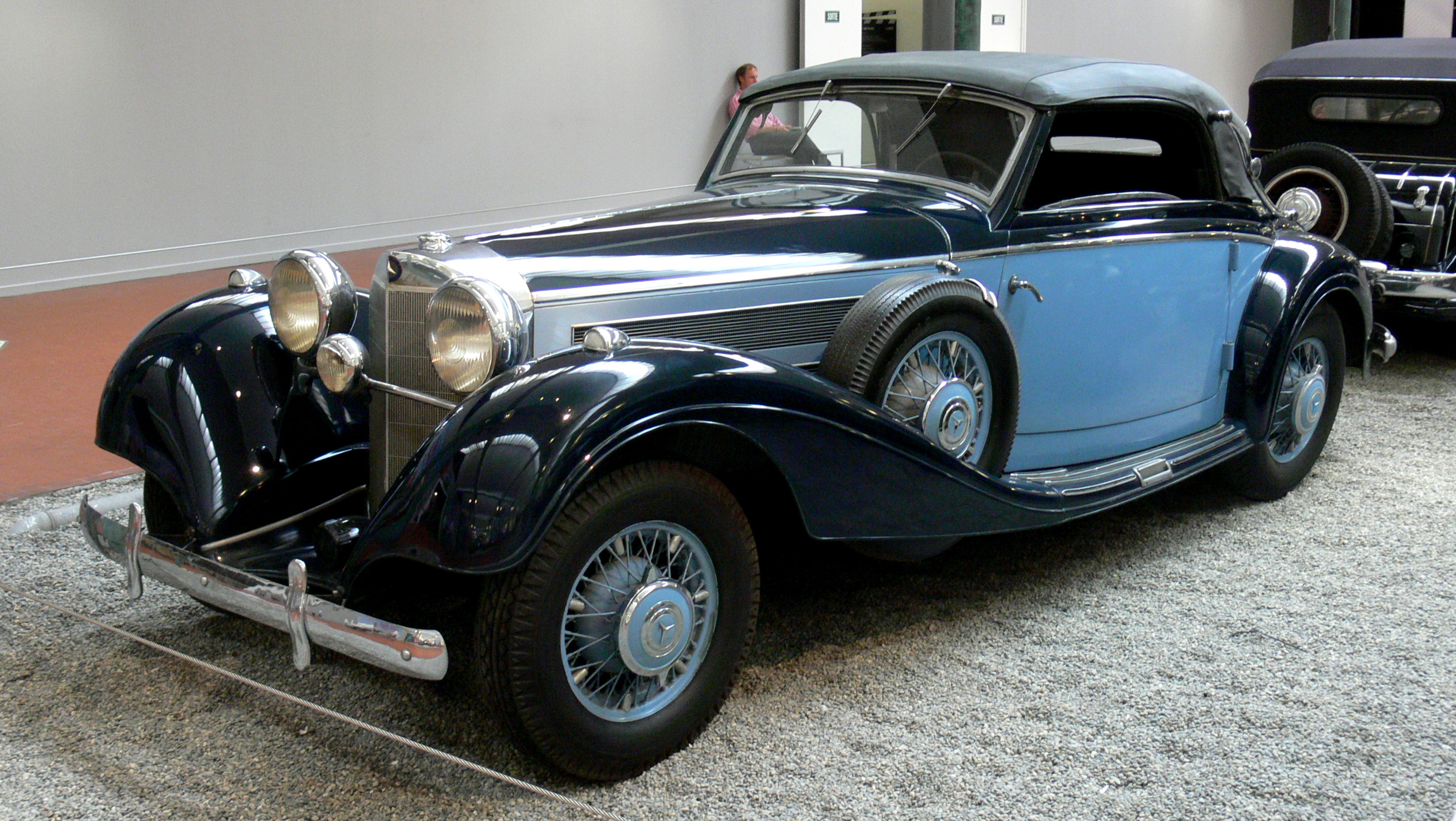
メルセデス・ベンツ・540K カブリオレ
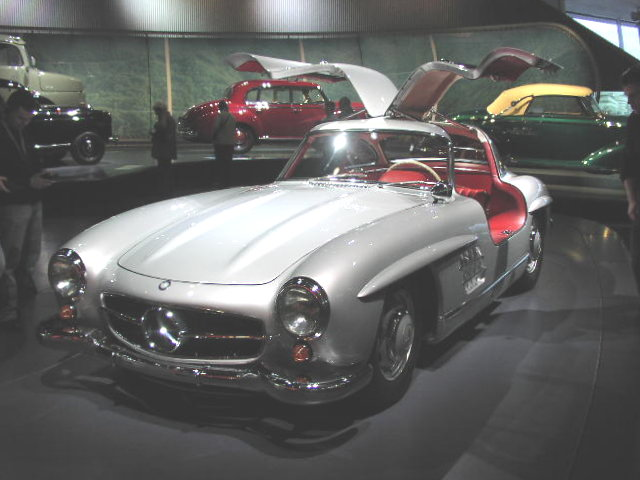
メルセデス・ベンツ・300SL クーペ
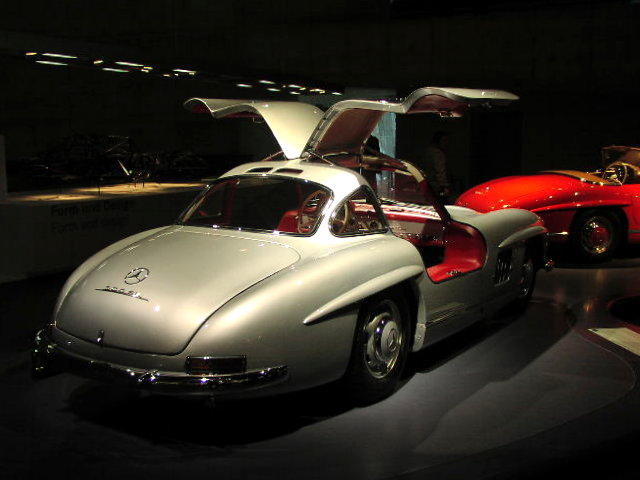
メルセデス・ベンツ・300SL クーペ
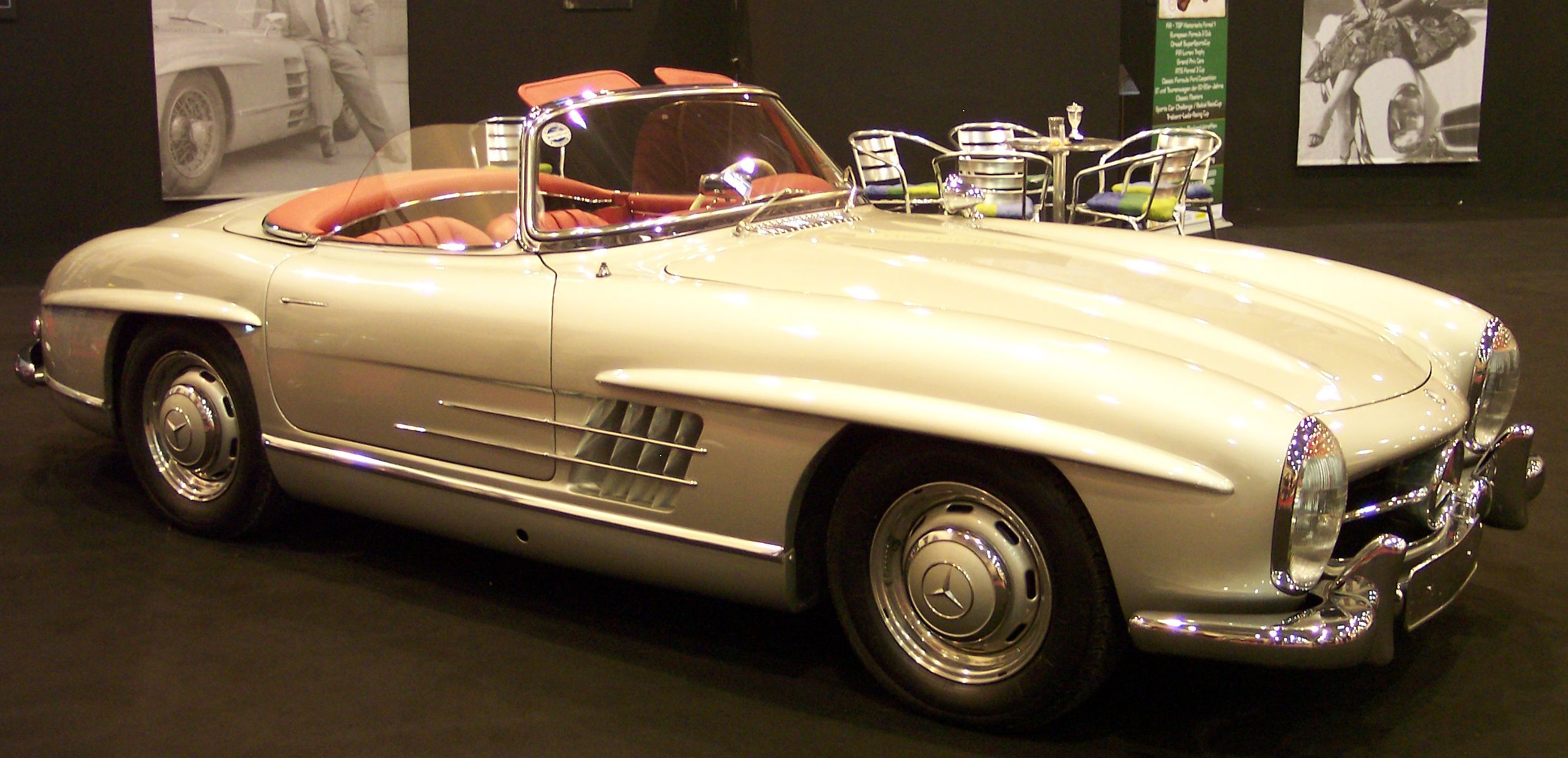
メルセデス・ベンツ・300SL ロードスター
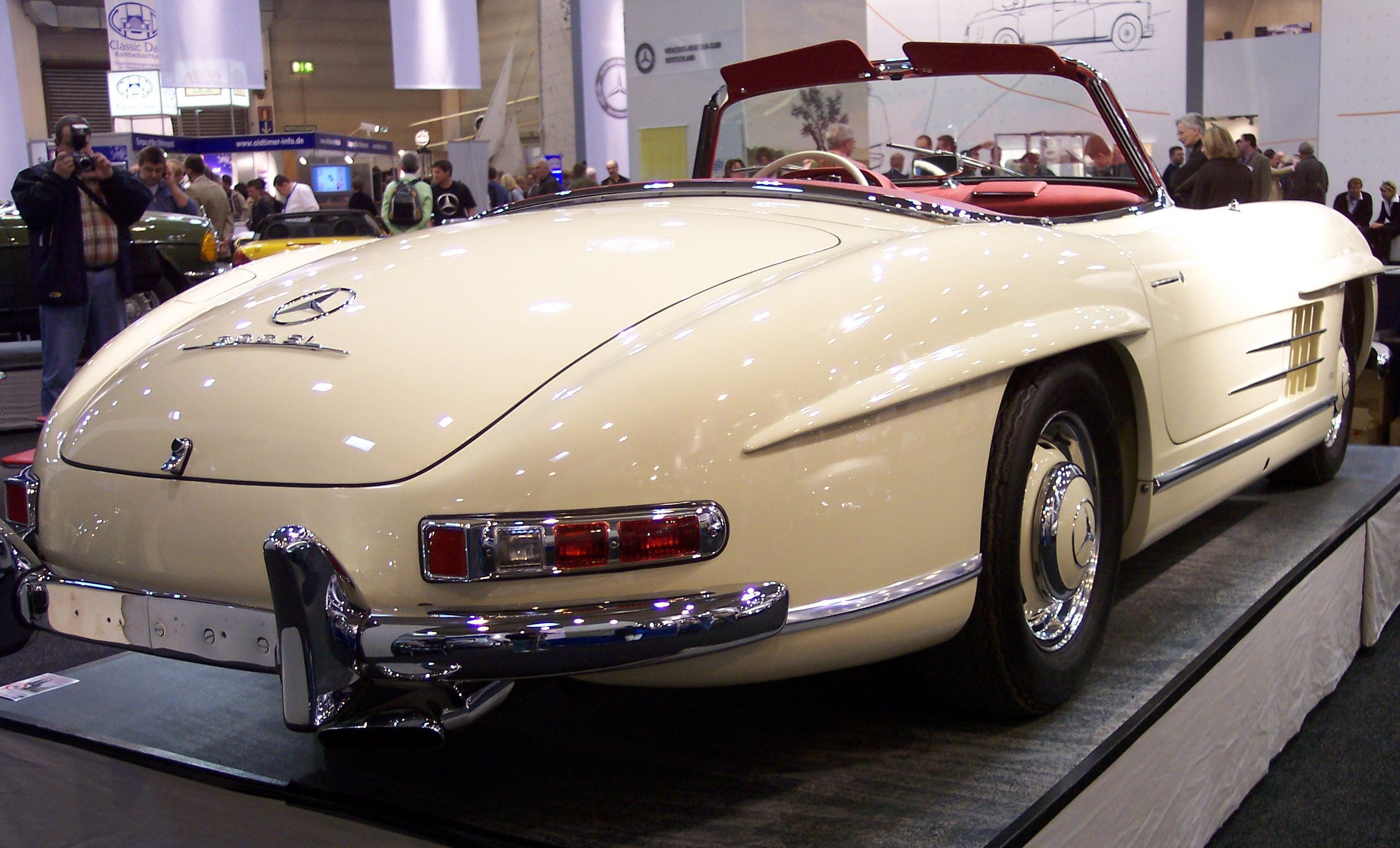
メルセデス・ベンツ・300SL ロードスター